# Bryllup, begravelse og dåb – filmen
Bryllup, begravelse og dåb – filmen er en svensk dramafilm fra 2021 instrueret af Colin Nutley, der skrev manuskriptet i samarbejde med Helena Bergström. Filmen er en separat efterfølger til tv-serien Bryllup, begravelse og dåb fra 2019.
Filmen, der blev udgivet den 22. oktober 2021, modtog overvejende negative anmeldelser fra kritikere. På trods af dette blev den set af 29.623 mennesker, hvilket gjorde den til den syvende mest sete svenske film dette år.

## Medvirkende
- Helena Bergström som Grace Öhrn
- Maria Lundqvist som Michelle Seger
- Marie Göranzon som Louise Lööf
- Robert Gustafsson som Henrik Wahlmark
- Johan H. Kjellgren som Carl-Axel Öhrn
- Molly Nutley som Meja Öhrn
- Angelika Prick som Sunny Seger
- Andreas T. Olsson som Valentin Öhrn
- Helena af Sandeberg som Veronica Strålin
- Jan Malmsjö som Rolf Öhrn
- Peter Harryson som Conny Karlsson
- Philip Zandén som Samuel
- Tomas von Brömssen som Ingmar Strålin
- Alexander Karim som Schiff
- Klas Wiljergård som Emil Bergkvist
- Jonathan Fredriksson som Damien Seger